# 日奈久インターチェンジ
日奈久インターチェンジ（ひなぐインターチェンジ）は、熊本県八代市日奈久平成町にある南九州西回り自動車道（八代日奈久道路・日奈久芦北道路）のインターチェンジである。
また、八代JCT側の本線上に日奈久本線料金所（ひなぐほんせんりょうきんじょ）が設置されている。
日奈久ICから水俣方面は、鹿児島県いちき串木野市の市来ICまで国土交通省管轄の無料区間として供用される。熊本方面は西日本高速道路が八代日奈久道路として管理する有料道路となっている。

## 路線
- E3A 南九州西回り自動車道（八代日奈久道路・日奈久芦北道路）(2番)

## 接続する道路
- 国道3号

## 歴史
- 2001年（平成13年）10月6日  : 八代南IC - 日奈久IC間開通に伴い供用開始[1]。
- 2005年（平成17年）2月27日 : 日奈久IC - 田浦IC間開通[2]。

## 日奈久本線料金所

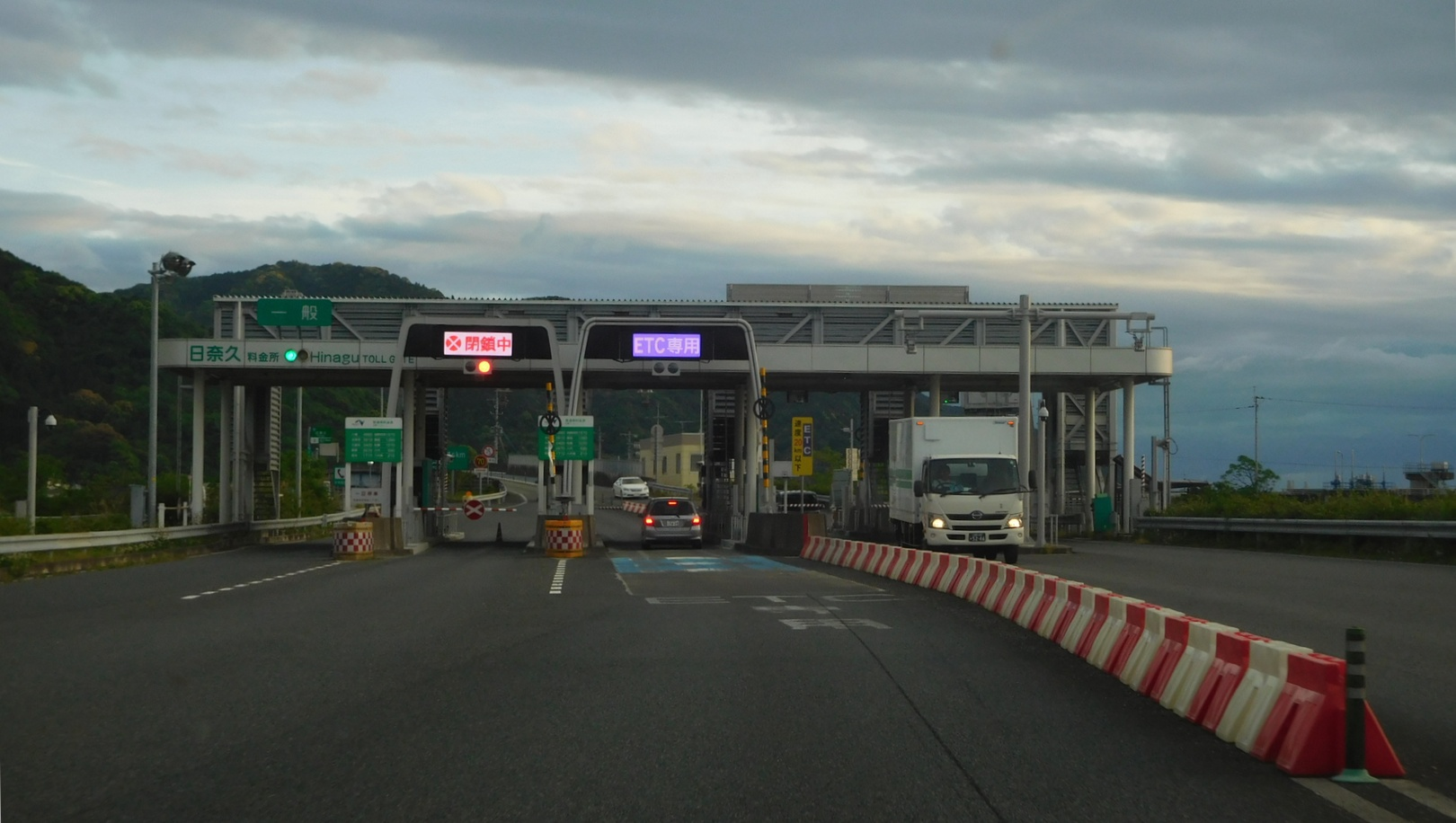
日奈久料金所（水俣方面、2017年）

ブース数：5

### 熊本方面
- ブース数：2
  - ETC専用：1
  - 一般：1

### 水俣方面
- ブース数：3
  - ETC専用：1
  - 一般：2

## 周辺情報
- 日奈久温泉
- ウインズ八代
- 日奈久温泉駅

## 隣
E3A 南九州西回り自動車道（八代日奈久道路・日奈久芦北道路）
(1)八代南IC - (TB)日奈久料金所 - (2)日奈久IC - 田浦IC